# 129-es busz (Budapest)
A budapesti 129-es jelzésű autóbusz a Széll Kálmán tér és a Szent Ferenc Kórház között közlekedik. A viszonylatot a Budapesti Közlekedési Zrt. üzemelteti.

## Története
2009 augusztusa előtt a 29-es járat tárta fel a kuruclesi területet, a 256-os busz a Moszkva (ma: Széll Kálmán) tér és a Hűvösvölgy között járt. A 2009-es paraméterkönyv bevezetésekor a 256-os megszűnt, helyette a 29-es busz jár ki Hűvösvölgybe és az új, 129-es járat látja el a kuruclesi lakosokat metrókapcsolattal és a Szent János kórház elérhetőségével. A járaton 2012. január 23-án bevezették az első ajtós felszállási rendet.

## Útvonala
| Szent Ferenc Kórház felé |
| Széll Kálmán tér M vá. – Margit körút – Széll Kálmán tér – Krisztina körút – Csaba utca – Városmajor utca – Szilágyi Erzsébet fasor – Hűvösvölgyi út – Szerb Antal utca – Széher út – Szent Ferenc Kórház vá. |
| Széll Kálmán tér felé |
| Szent Ferenc Kórház vá. – Széher út – Budenz út – Hűvösvölgyi út – Szilágyi Erzsébet fasor – Városmajor utca – Csaba utca – Krisztina körút – Széll Kálmán tér – Margit körút – Széll Kálmán tér M vá.        |

## Megállóhelyei
| 0  | Széll Kálmán tér M végállomás  | 16 | 4, 6, 17, 56, 56A, 59, 59A, 59B, 61 5, 16, 16A, 21, 21A, 22, 22A, 39, 91, 102, 116, 128, 139, 140, 140A, 149, 155, 156, 221, 222 781, 782, 783, 784, 785, 786, 787, 789, 791, 793, 794, 795 | Autóbusz-állomás, Metróállomás, Volánbusz-állomás, Mammut bevásárlóközpont |
| 2  | Maros utca                     | 15 | 39, 128 |                                                                            |
| 3  | Barabás Villa                  | 13 | 128 |                                                                            |
| 4  | Temes utca                     | 11 | 128 |                                                                            |
| 5  | Szent János Kórház             | 9  | 56, 56A, 59, 60, 61 5, 22, 22A, 91, 128, 155, 156, 222 | Szent János kórház, Fogaskerekű-állomás                                    |
| 7  | Nagyajtai utca                 | 7  | 56, 56A, 61 91 |                                                                            |
| 9  | Budagyöngye                    | 5  | 56, 56A, 61 22, 22A, 222, 291 | Budagyöngye Bevásárlóközpont                                               |
| 10 | Akadémia                       | 3  | 56, 56A, 61 |                                                                            |
| 11 | Kelemen László utca            | ∫  | 56, 56A, 61 29 |                                                                            |
| 13 | Bölöni György utca             | ∫  | 56, 56A, 61 29 |                                                                            |
| 14 | Szerb Antal utca               | ∫  | 29 |                                                                            |
| 15 | Tárogató út                    | ∫  | | Vadaskert Kórház és Szakambulancia                                         |
| ∫  | Budenz út                      | 2  | |                                                                            |
| ∫  | Széher út 16.                  | 1  | |                                                                            |
| ∫  | Bölöni György utca / Széher út | 0  | |                                                                            |
| 16 | Szent Ferenc Kórház végállomás | 0  | |                                                                            |